# انورا بندرانيكا
انورا بندرانيكا (بالتاميلية: அனுரா பண்டாரநாயக்கா)‏ (و. 1949 – 2008 م) هو دبلوماسي، وسياسي من سريلانكا ولد في كولمبو.
وهو عضو في حزب الحرية السريلانكي .